# Kornelówka-Kolonia
Kornelówka-Kolonia – wieś w Polsce położona w województwie lubelskim, w powiecie zamojskim, w gminie Sitno.
| SIMC    | Nazwa       | Rodzaj    |
| ------- | ----------- | --------- |
| 0898159 | Kobyla Łoza | część wsi |
| 0898165 | Kopanina    | część wsi |

W latach 1975–1998 miejscowość należała administracyjnie do województwa zamojskiego.